# Grosser Rat (Freiburg)

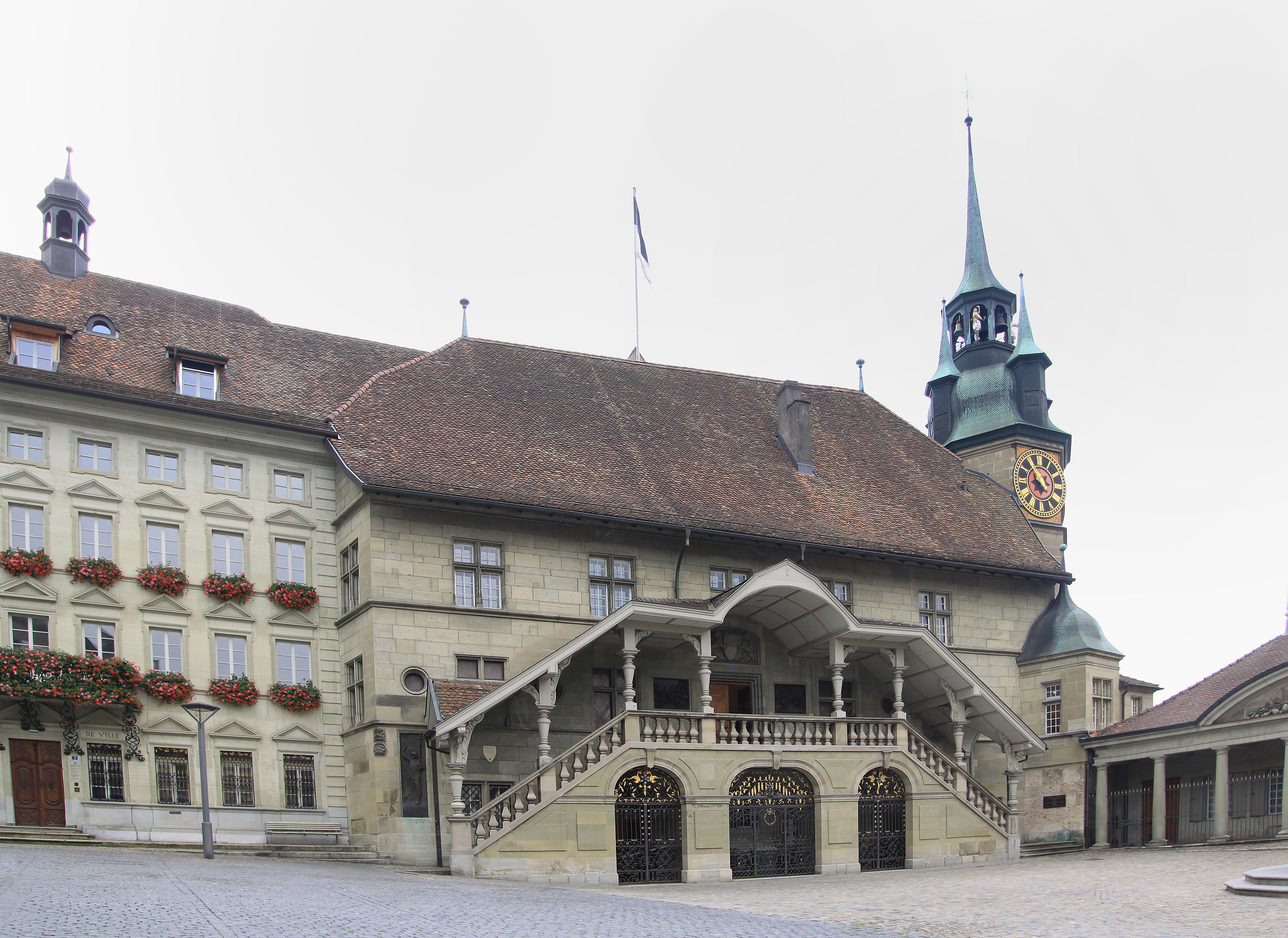
Sitzungssaal im Rathaus

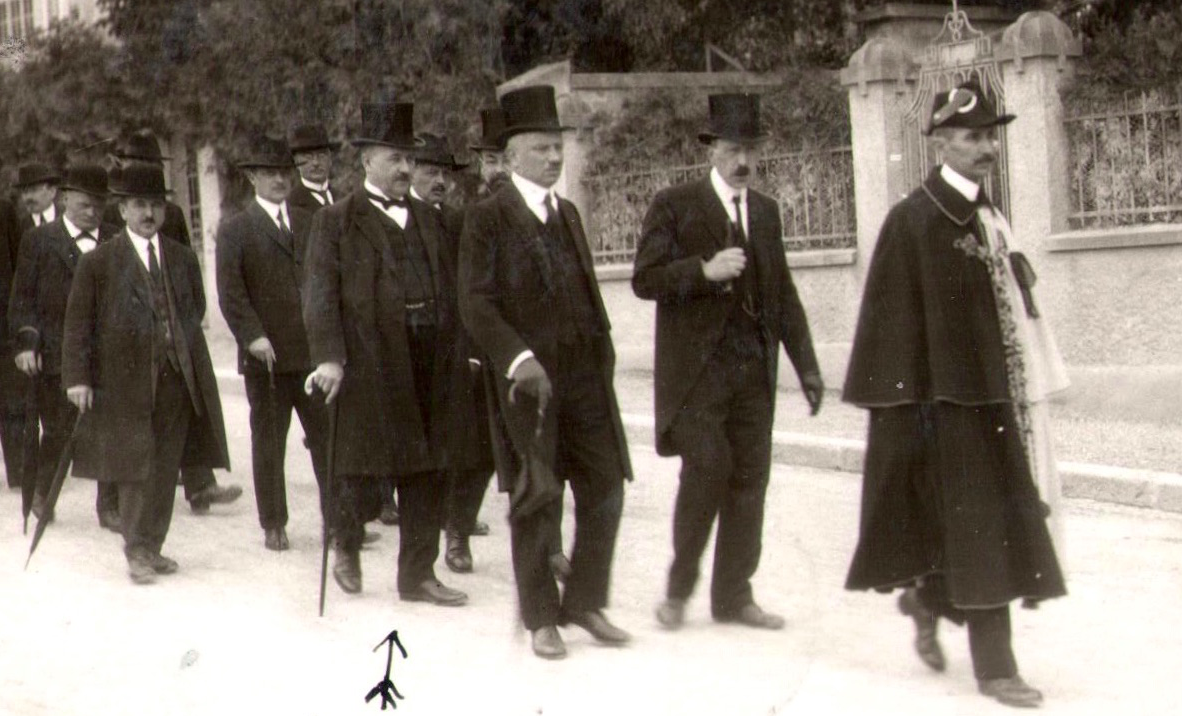
Einzug des Grossen Rats

Der Grosse Rat des Kantons Freiburg (französisch Grand Conseil du canton de Fribourg) ist das Parlament des Kantons Freiburg. Er umfasst 110 Abgeordnete, die in acht Wahlkreisen im Proporzverfahren für fünf Jahre gewählt werden. Die letzte Gesamterneuerungswahl fand am 7. November 2021 statt. Die derzeitige Amtsperiode geht darum von 2022 bis 2026.

## Aufgaben
Die Verfassung des Kantons Freiburg regelt die Befugnisse des Grossen Rats. Er übt die legislative Gewalt im Kanton aus und versammelt sich regelmässig zu den ordentlichen Sessionen. Der Grosse Rat beschliesst Gesetze bzw. deren Änderung oder Aufhebung.

## Wahlkreise
Die Kantonsverfassung setzt eine Obergrenze von acht Wahlkreisen fest, in denen die jeweiligen Parteien mit eigenen Listen antreten. Die Wahlkreise entsprechen den sieben Freiburger Bezirken, wobei der Saanebezirk aufgeteilt ist in die Bezirke Freiburg-Stadt und Saane-Land. Die beiden kleinsten Bezirke Glane und Vivisbach bilden seit 2016 für die Sitzverteilung einen Wahlkreisverbund.

## Parteien – Wahlergebnisse seit 1906

### Parteiengeschichte
Nach dem Sonderbundskrieg von 1847 dominierten die siegreichen Radikalen den Grossen Rat. Erst 1856 wurde der Grosse Rat neugewählt, wobei die Radikalen nur 3 von 67 Sitzen erhielten und eine Ära der Dominanz der Katholisch-Konservativen begann. Ab 1856 wurde alle fünf Jahre gewählt.
Bei der Wahl im Jahr 1916 traten kriegsbedingt die Konservativen und Freisinnigen nach einer Einigung nicht gegeneinander an. Seit 1921 wird im Proporzverfahren gewählt, allerdings in jedem Wahlkreis mit einer Sperrklausel von 15 %, die den Zweck hatte, den Einzug der sozialdemokratischen «Störenfriede» zu verhindern. Die 1921 vom Freisinn abgespaltene Partei der Bauern, des Gewerbes und der Unabhängigen (ab 1986 Schweizerische Volkspartei) konnte sich sogleich im (teils protestantisch geprägten) See- sowie im Vivisbachbezirk (dort als Abspaltung von den Konservativen) etablieren, während den Sozialdemokraten erst 1946 der Einzug in den Grossen Rat gelang. 1966 verlor die Konservative Partei (seit 1971 Christlichdemokratische Volkspartei) ihre absolute Mehrheit aufgrund der Abschaffung der Sperrklausel und der Abspaltung der Christlich-sozialen Partei.

### Wahlergebnisse seit 1906
Nachfolgend sind die Sitzverteilungen seit 1906 dargestellt:

### Aktuelle Zusammensetzung
- SP: 21
- Grüne: 13
- CSP: 4
- GLP: 3
- Unabh.: 1
- Mitte: 26
- FDP: 23
- SVP: 18
- EDU: 1

## Ehemalige Mitglieder
- Liste der Mitglieder des Grossen Rates des Kantons Freiburg (2002–2006)
- Liste der Mitglieder des Grossen Rates des Kantons Freiburg (2007–2011)
- Liste der Mitglieder des Grossen Rates des Kantons Freiburg (2012–2016)

## Protokolle
Die Protokolle unterliegen einer Sperrfrist von 50 Jahren. Sie haben die Signatur GC (Grand Conseil) auf ca. 36 Laufmetern.
In den Jahren 1803 bis 1808 waren die Protokolle in denen des Kleinen Rates eingeschlossen. Bis 1834 waren sie etwas ausführlichere Beschlussprotokolle, seitdem sind es Verhandlungsprotokolle, die auch gedruckt werden. Grundlagen zu den Verhandlungen und Beschlüssen sind die sogenannten Chemises du Grand Conseil.
Im Archivbestand sind
- Sitzungsprotokolle (als Manuskript), 1808–1901, 1814 im Protokollband des Kleinen Rates
- Aktenunterlagen des Grossen Rates, 1803–1925
- Amtliches Tagblatt der Sitzungen des Grossen Rates (gedruckt), seit 1834
- Briefkopiebücher, 1831–1929
- Sammlung der Gesetze usw. (Manuskripte), 1831–1876
- Mitgliederverzeichnis, seit 1939
- Protokolle der parlamentarischen Kommissionen, seit 1953 (unvollständig)